# Selaginella denticulata
Selaginella denticulata (L.) Spring., denominada antiguamente Lycopodium denticulatum L. y treintanudos, como nombre vernáculo en Canarias, es un licófito del género Selaginella caracterizado por poseer tallos aplanados dorsoventralmente, rastreros, que portan cuatro filas de hojas ovadas, denticuladas, de distinto tamaño según su posición: las dos filas más laterales son mayores que las dorsales. Posee estróbilos  sésiles, con esporófilos similares a las hojas. La dotación genética 2n es 18.
Su epíteto específico, «denticulata», procede del latín «dentatus», que significa dentado, y alude a los dentículos que aparecen en sus hojas. 
Ecológicamente se trata de una especie calcícola, con preferencia por ambientes rupestres sombríos. Frecuentemente se da asociada a comunidades con briófitos como Pleurochaete squarrosa.
Se encuentra distribuida por todo el Mediterráneo y la región Macaronésica, exceptuando las islas de Cabo Verde. En la península ibérica se encuentra por toda la zona meridional, incluyendo la zona mediterránea y Portugal.